# 마헬살랄하스바스
마헬살랄하스바스(Maher-shalal-hash-baz)는 이사야서 8~9장에 언급된 두 번째 예언적 이름이었다.

## 성경 기록
이 이름은 히브리어 성경 이사야서 8장에 두 번 언급된다.
이사야서 8장 1절
여호와께서 내게 이르시되 너는 큰 서판을 가지고 그 위에 통용 문자로 마헬살랄하스바스라 쓰라
이사야서 8장 3절
내가 내 아내를 가까이 하매 그가 임신하여 아들을 낳은지라 여호와께서 내게 이르시되 그의 이름을 마헬살랄하스바스라 하라

## 분석
아이 마헬살랄하스바스는 임마누엘의 탄생 이후 두 번째로 예언된 이름의 아이이다. 전통적으로 많은 유대인 주석가들은 아하스 왕, 즉 미래의 히스기야 왕의 신부인 아비의 아들로 이해했다. 마헤르샬랄(maher-shalal)과 해시바즈(hash-baz)라는 문구는 동의어로, 둘 다 대략 "약탈을 위해 신속하게"를 의미한다. 마헬살랄하스바스라는 이름은 아시리아 왕 티글라트-필레세르 3세(기원전 734~732년)가 사마리아와 다마스쿠스를 약탈할 임박을 가리킨다.
| 히브리어 | 음역   | 의미                     |
| -------- | ------ | ------------------------ |
| מַהֵר‎      | ma-hēr | hurry or quickly         |
| שָׁלָל‎      | šā-lāl | loot, spoils, booty      |
| חָשׁ‎       | ḥāš    | he hurries or he hurried |
| בַּז‎       | baz    | prey, spoils             |

이것은 종종 성경에서 사용된 가장 긴 이름(및 단어)으로 간주되지만, 이사야서에서 가능한 더 긴 이름 문구는 이사야서 9장 5절에서 "펠레조에즈엘기보르아비아드사르샬롬이라고 불린다"에서 찾을 수 있다.
이 부분은 몰몬경에도 인용되어 있다.

## 같이 보기
- 이사야